# 麗江駅
麗江駅（れいこうえき/簡体字: 丽江站）は中華人民共和国雲南省麗江市玉竜県にある中国国鉄昆明鉄路局が管轄する、標高2,400mにある大麗線の終着駅で、麗香線の起点駅でもある。
初期の大麗線の終着駅は現在の麗江東駅であったが、仁和駅から分岐する路線（仁麗線）と麗江駅の完成後、麗江東駅は貨物専用駅に改造された。